# استاتلرز کراسرودز (ویرجینیای غربی)
استاتلرز کراسرودز (به انگلیسی: Stotlers Crossroads) یک منطقهٔ مسکونی در ایالات متحده آمریکا است که در شهرستان مورگان، ویرجینیای غربی واقع شده‌است. استاتلرز کراسرودز ۲۲۱٫۹ متر بالاتر از سطح دریا واقع شده‌است.